# Edraianthus dalmaticus
Edraianthus dalmaticus là loài thực vật có hoa trong họ Hoa chuông. Loài này được (A.DC.) A.DC. mô tả khoa học đầu tiên năm 1839.